# Barbara Junge (Regisseurin)

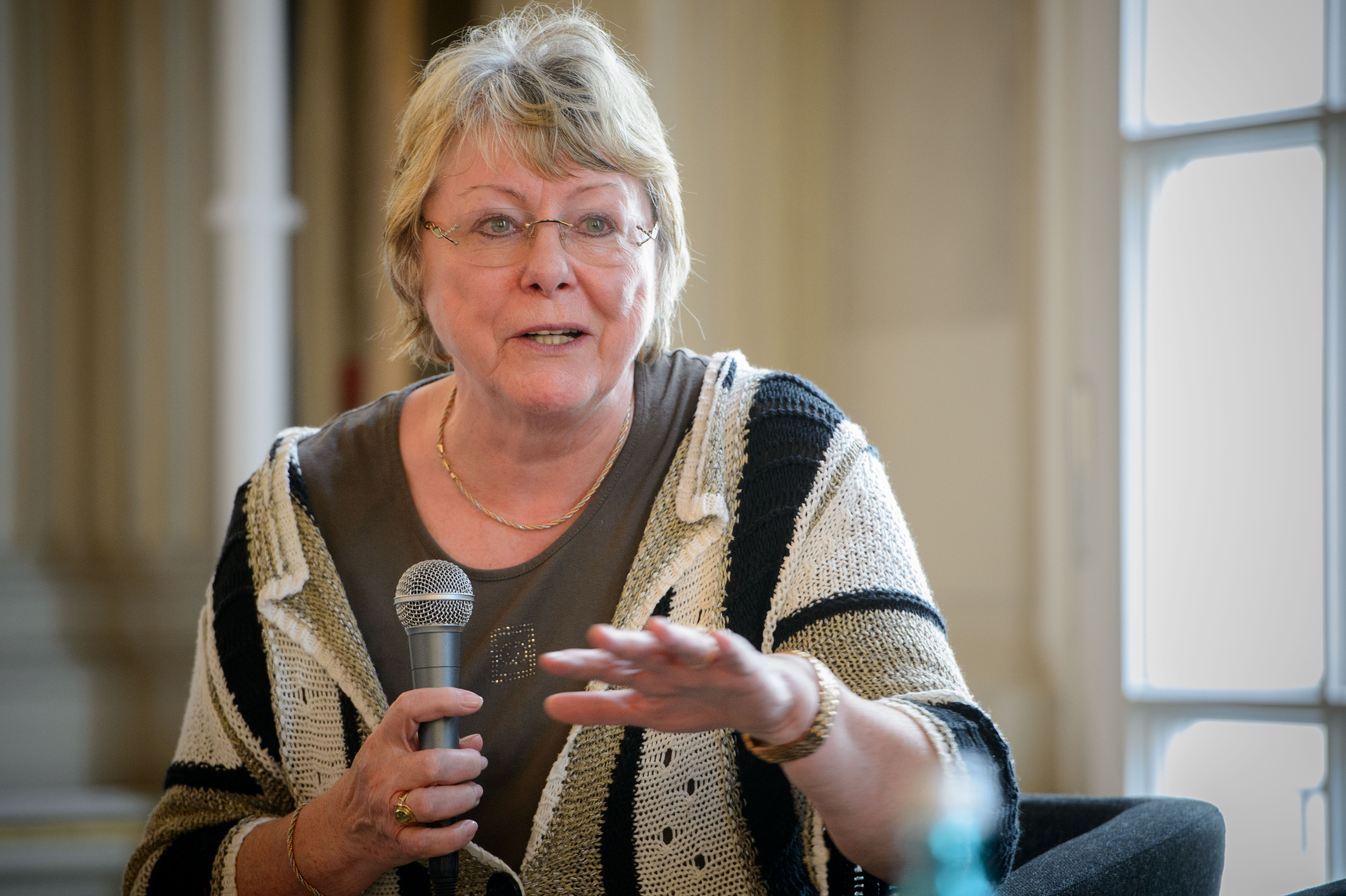
Barbara Junge, 2014

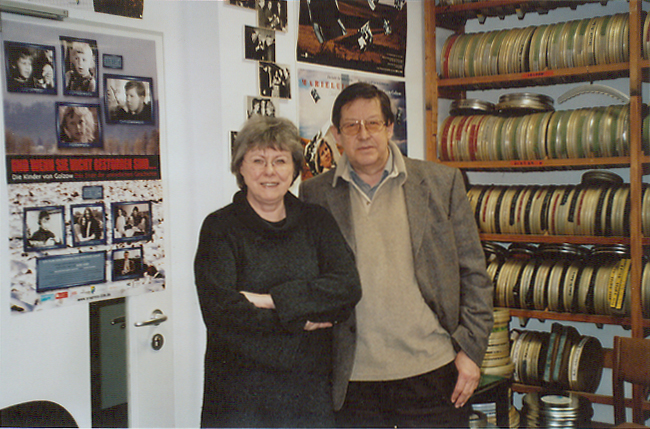
Barbara und Winfried Junge im Schneideraum, 2008

Barbara Junge (* 14. November 1943 in Neunhofen, Thüringen; geborene Becher) ist eine deutsche Dokumentarfilmregisseurin, die vor allem als Co-Regisseurin des Langzeitprojektes Die Kinder von Golzow bekannt ist.

## Leben
Junge absolvierte nach dem Abitur eine Lehre als Schriftsetzerin. Danach studierte sie an der Karl-Marx-Universität in Leipzig und schloss mit dem Diplom als Dolmetscherin für Englisch und Russisch ab. Ab 1969 arbeitete sie im DEFA-Studio für Dokumentarfilme und war zunächst für fremdsprachige Fassungen von DEFA-Dokumentarfilmen verantwortlich.
Ab 1978 betreute sie auch die Archivdokumentation des Golzow-Projekts und ab 1983 auch die Montage aller Filme ihres Ehemannes Winfried Junge. Von 1992 bis zum Ende des Projektes der Kinder von Golzow führte sie gemeinsam mit ihm Regie. Gemeinsam mit ihrem Mann wurde sie 1996 zum Mitglied der Akademie der Künste Berlin-Brandenburg berufen.
Nach dem Ende der DDR und damit auch der DEFA führte sie mit ihrem Mann das Golzow-Projekt in Co-Produktion mit Sendern der ARD, vor allem des RBB weiter.
Barbara Junge ist die Mutter der Drehbuchautorin Laila Stieler. Barbara und Winfried Junge leben in Berlin-Friedrichsfelde.

## Filmografie
- 1987: Das Pflugwesen – es entwickelt sich
- 1989: Gruß aus Libyen oder Grün ist eine schöne Farbe
- 1990: Nicht jeder findet sein Troja – Archäologen
- 1997: Da habt ihr mein Leben – Marieluise, Kind von Golzow
- 1997: Was geht euch mein Leben an – Elke, Kind von Golzow
- 1999: Brigitte und Marcel – Golzower Lebenswege
- 2000: Ein Mensch wie Dieter – Golzower
- 2002: Jochen – ein Golzower aus Philadelphia

## Auszeichnungen
- 2007: Preis der DEFA-Stiftung für die Verdienste um den deutschen Film (gemeinsam mit ihrem Mann Winfried Junge)
- 2008: Verdienstorden des Landes Brandenburg
- 2009: Deutscher Kritikerpreis (Ehrenpreis) (gemeinsam mit ihrem Mann Winfried Junge)